# The Constant Gardener
The Constant Gardener  (Brasil: O Jardineiro Fiel / Portugal: O Fiel Jardineiro) é um romance de 2001 do autor britânico John le Carré. O romance conta a história de Justin Quayle, um diplomata britânico cuja esposa ativista é assassinada. Acreditando que há algo por trás do assassinato, ele procura descobrir a verdade e encontra uma conspiração internacional de corrupção burocrática e de dinheiro farmacêutico.
O enredo foi vagamente baseado num caso da vida real ocorrido em Kano, na Nigéria.

## Enredo
Justin Quayle, um diplomata britânico em Nairobi, no Quênia, é informado de que sua esposa ativista, Tessa, foi morta enquanto viaja com um amigo médico em numa região desolada de África. Investigando sozinho, Quayle descobre que o seu assassinato, alegadamente cometido pelo seu amigo, pode ter tido raízes mais sinistras.
Justin descobre que Tessa desvendou um escândalo corporativo que envolve experiências médicas em África. KVH (Karel Vita Hudson), uma grande empresa farmacêutica que trabalha sob a cobertura de testes e tratamentos para o HIV, tem vindo a testar um medicamento contra a tuberculose que tem efeitos secundários graves. Em vez de ajudar os pacientes do ensaio clínico e começar de novo com um novo medicamento, a KVH encobriu os efeitos secundários e melhorou o medicamento apenas em antecipação a um surto de Tuberculose Multirresistente.
Justin viaja pelo mundo para reconstruir as circunstâncias que levaram ao assassinato de Tessa. À medida que ele começa a juntar o relatório final de Tessa sobre os testes de drogas fraudulentos, ele descobre que as raízes da conspiração chegam mais longe do que ele poderia ter imaginado; a uma ONG farmacêutica alemã, a um campo de ajuda humanitária africano e, mais preocupante para ele, a políticos corruptos no Ministério das Relações Exteriores do Reino Unido.

## Adaptação cinematográfica
O livro foi adaptado para o cinema em 2005 pela Focus Features, num filme realizado por Fernando Meirelles e protagonizado por Ralph Fiennes e Rachel Weisz.